# 足洗潟
足洗潟（あしあらいかた）は、富山県射水市海老江練合に位置する池。池の周囲は足洗潟公園として整備されている。

## 概要
昔、親鸞がこの地に立ち寄り、この池で足を洗ったことから足洗潟と名付けられたとされている。周囲は足洗潟公園として整備され、フナなどを釣ることもできる
。
足洗潟公園は、1972年12月2日に都市計画が決定され、1980年3月31日に開設された。